# Robson Alves da Silva
Robson Alves da Silva, oftmals nur Robson, (* 3. November 1986 in Rio de Janeiro) ist ein ehemaliger brasilianischer Fußballspieler.

## Karriere
Robson entstammt der Jugendabteilung von Flamengo Rio de Janeiro und stieß 2004 zum Profikader. Ob er beim Gewinn des Copa do Brasil 2006 im Kader stand ist nicht gesichert. 2007 wurde der Mittelfeldspieler, dessen Stärken im Zweikampf und der Spieleröffnung lagen, aus seinem Vertrag entlassen und spielte im folgenden Jahr für AD Cabofriense und Operário FC in unterklassigen Profiligen.
Ende 2008 wurde Robson von Miron Bleiberg, Trainer des australischen Klubs Gold Coast United, während einer Scoutingreise gesichtet und zusammen mit Landsmann Jefferson verpflichtet. Als sich Jefferson in der Saisonvorbereitung verletzte, verpflichtete Gold Coast Robsons Bruder Anderson Alves da Silva als Ersatz. Bei seinem Ligadebüt gegen Brisbane Roar erzielte der frühere brasilianische U-15- und U-17-Nationalspieler einen Treffer. Bei den Australiern spielte er bis November 2011. Im Anschluss war Robson bis Juli 2012 ohne neuen Kontrakt, dann unterzeichnete er in Zypern beim Ayia Napa FC. Im November des Jahres kehrte er in seine Heimat zurück. Hier war noch bei den unterklassigen Klubs EC Baraúnas (2013) und Marília AC (2014) aktiv, dann endete seine aktive Laufbahn als Spieler.

## Erfolge
Flamengo
- Copa do Brasil: 2006